# بيل تايلور (متزحلق جبال الألب)
بيل تايلور (بالإنجليزية: Bill Taylor)‏ هو متزحلق جبال الألب أمريكي، ولد في 10 يونيو 1956 في سانت لويس في الولايات المتحدة.

## وصلات خارجية
- بيل تايلور على موقع الاتحاد الدولي للتزلج (التزلج على المنحدرات الثلجية) (الإنجليزية)
- بيل تايلور على موقع أوليمبيديا (الإنجليزية)